# 宁羌州
宁羌州，中国明朝时设置的州。
成化二十一年（1485年）改宁羌卫置，治所在今陕西省宁强县。属汉中府。辖境相当今陕西省宁强、略阳两县地。清朝时仍属汉中府，不辖县，考语：冲，疲，难。辛亥革命后，全国废府州厅改县，于1913年降为宁羌县。